# Kallistair
Kallistair (code IATA : FU) était une compagnie aérienne française assurant les lignes intérieures corses, filiale de la compagnie Air Littoral.

## Histoire
La compagnie Kallistair voit le jour en 1973 fondée par Paul Delmotte pour assurer les lignes intérieures corses.
Il s'agit d'une filiale de la compagnie aérienne Air Littoral, utilisant le même code IATA "FU" délivré à Air Littoral, pour les numéros de vol de Kallistair (exemple: Ajaccio-Bastia Eté 1976, départ 07h50 arrivée 08h30 vol Kallistair "FU 011").
Elle assurait uniquement les lignes aériennes intérieures sur l'ile de beauté (Corse) à l'aide d'un Britten-Norman BN-2A-8 Islander.
En 1977, Kallistair se constitue en société anonyme dont le conseil d'administration est composé en majorité de Corses.
La compagnie disparait au début des années 80[Quand ?], les lignes étant reprises par Kyrnair.

## Le réseau

Logotype de la compagnie Kallistair en 1976.

Logotype de la compagnie Kallistair en 1977.

- Ajaccio-Calvi[5],[6],[7],
- Calvi-Bastia[5],[6],
- Bastia-Ajaccio[5],[6],
- Ajaccio-Propriano-Figari[5],[6].

## Flotte
- Britten-Norman BN-2A-8 Islander: F-BUOQ.